# Løven af Judas stamme
Løven af Judas stamme er et af de mest udbredte jødisk symboler som traditionelt betragtes som et symbol for den israelitiske Judas stamme. Den afbilledes typisk som en stolt stående løve, gerne oprejst på bagbenene eller med et flag eller banner i en løftet fod. Ifølge Toraen består Judas stamme af efterkommerne af Juda, Jakobs fjerde søn. Forbindelsen mellem Juda og løven findes i velsignelsen som Jakob giver Juda i Første Mosebog. Løven bruges i Jerusalems byvåben. Byen var hovedstad i Kongeriget Juda i oldtiden.

## Kristendom
Løven af Judas stamme nævnes også i Johannes' Åbenbaring som et begreb der repræsenterer Jesus i henhold til kristen teologi.

## Etiopien
Løven af Judas stamme var også en af titlerne for kejserne i Det salomonske dynasti i Etiopien. Den afbilledet på et kort over den øvre Nil af italieneren Hiob Ludolf i 1683, som beskriver Løven af Judas stamme som et symbol for det etiopiske kejserrige. Det salomonske dynasti hævder at dets patrilineære linje går tilbage til Juda stamme. Løven af Judas stamme var en arvelig titel for de salomonske etiopiske kejsere inklusive Haile Selassie og var afbilledet på Etiopiens flag fra 1897 til 1974. På grund af forbindelsen med Haile Selassie er den fortsat et vigtigt symbol for medlemmer af Rastafaribevægelsen.